# DNA超らせん

図1 DNAの二重らせん構造

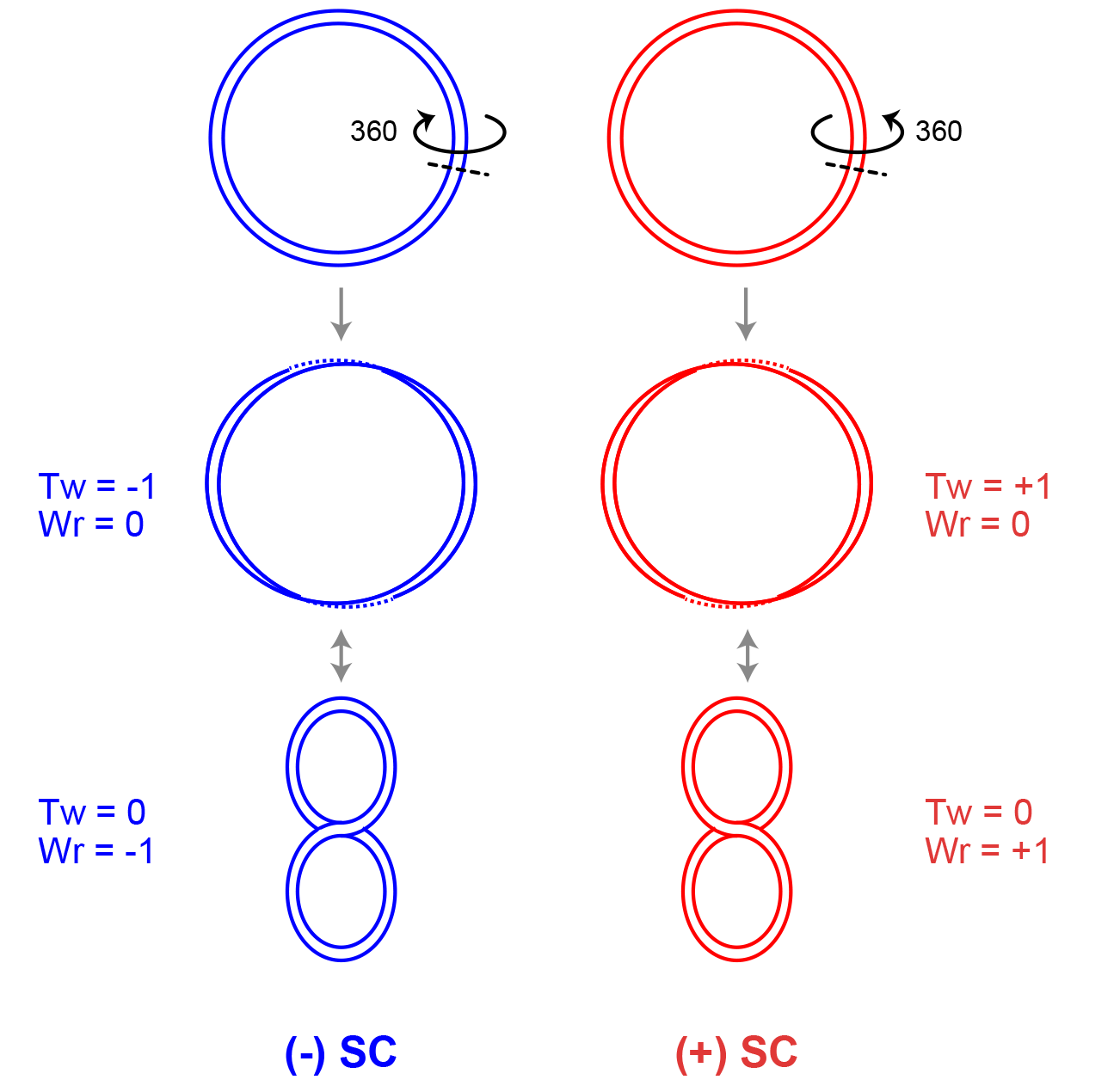
図2 環状DNA分子がつくる超らせん構造。左が負の超らせん 、右が正の超らせん 。この絵では、DNA分子内の二重らせん構造は省略してある。

DNA超らせん（DNAちょうらせん、DNA superhelix）とは、DNAの二重らせんにさらにねじれを導入したときに生み出される高次のらせん構造のことをいう。DNAスーパーコイル（DNA supercoil）ともいう。

## 概要
通常の溶液条件にあるB型DNAでは、2本のDNA鎖は反平行の向きに並び、約10.5塩基対辺り一回の割合で互いに右巻きに巻き付いている（図1；二重らせんの項参照）。この絡まり合いをツイスト（twist）、その数をツイスト数（twist number [Tw]）という。このツイスト数を減らしたり（二重らせんを巻き戻したり）、増やしたり（二重らせんを過度に巻き付けたり）すると、DNA分子全体に構造的なひずみが生じる。このひずみによって作られる構造がDNA超らせんである。
例えば、線状でひずみのない2重鎖DNAの両端をそのまま結合させて閉じた環状（閉環状）分子をつくると、O型の全体構造をとる。しかし、同じ線状DNAを360度巻き戻した（ツイスト数を減らした）後に末端を結合させると、DNA分子全体にひずみが生じて8型の構造をとるようになる（図2左）。これを負の超らせん（negative supercoil; (-) SC）と呼ぶ。この超らせんでは、8型の中央部分で二重らせんが交差しているが、それをライズ（writhe）、その数をライジング数（writhing number [Wr]）という。一方逆に、360度過度に巻きつけて（ツイスト数を増やして）から末端を結合させると、やはり8型の構造をとるが、この構造は先の構造とは異なる（図2右：8型の中央部分における2重鎖DNAの交差の仕方が逆であることに注意）。この構造を正の超らせん（positive supercoil; (+) SC）と呼ぶ。このように、超らせんには、負の向きと正の向きが存在する。

## 数学的表現

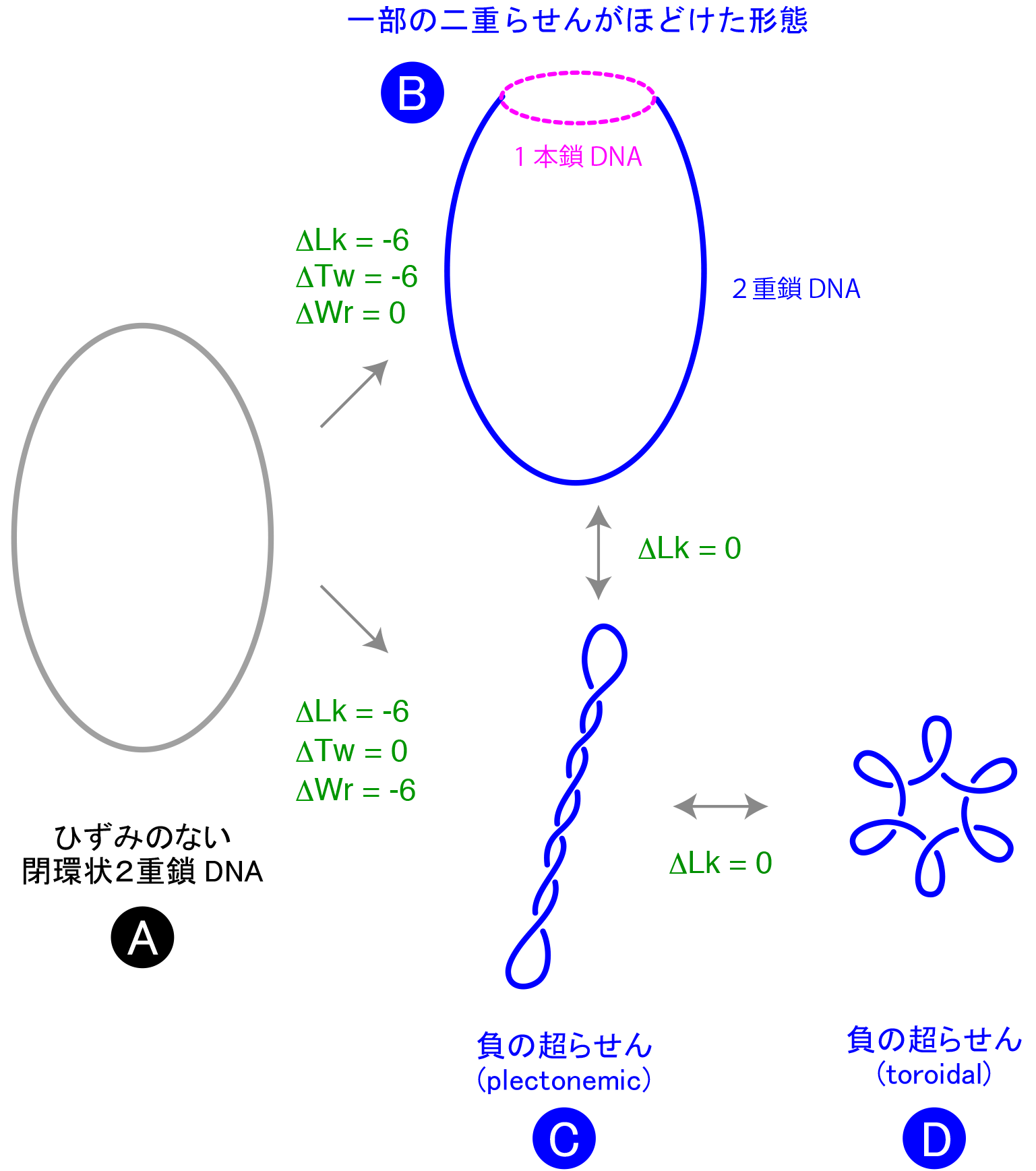
図3 閉環状DNAから 負の超らせんの形成。この絵では、2重鎖DNAを一本の線で表している。

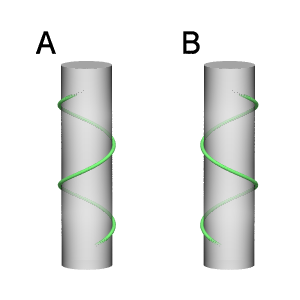
図4 右巻き (A)と左巻き (B) のらせん

### リンキング数
数学的には、ツイスト数とライジング数を足したものをリンキング数（linking number [Lk]）と定義する。
Lk = Tw + Wr
ひずみのない閉環状DNA（図3A）では、そのツイスト数はB型二重らせんのツイスト数に一致するので、そのときのリンキング数を Lk0 と定義する。すなわち、全長 N 塩基対で二重らせんのピッチを h 塩基対とすると、Lk0 は以下の式で表される。
Lk0 = N/h
この分子のDNA鎖を一時的に切断・再結合させて新たに形成されるDNAのリンキング数を Lk としたとき、超らせんの程度はリンキング数の差（ΔLk）として表すことができる。
ΔLk = Lk - Lk0 = ΔTw + ΔWr
もし、この値（ΔLk）が負であれば、そのDNAは負の超らせん構造をとり、正であれば、そのDNAは正の超らせん構造をとるという。例えば、二重らせんを6回だけ巻き戻してから（ΔTw = - 6）、再び閉環状DNAを形成させたとすると、
ΔLk = ΔTw + ΔWr  = -6 + 0 = -6  
ここでは、ΔWr = 0として見かけの超らせんをつくらない状況に固定しているため、DNAは一部の二重らせんがほどけた形態をとらざるを得ない（図3B）。一方、リンキング数を変化させないまま、ΔTwをΔWrに変換することができるので、同じDNA分子は、
ΔLk = ΔTw + ΔWr  = 0 + -6 = -6  
という状態をとることもできる（図3C）。この状態では、二重らせんはほどけていない（ΔTw = 0）代わりに、そのひずみはDNA分子全体に負の超らせんとして顕在化する（ΔWr = -6）。2つの形態（図3Bと図3C）は、DNA鎖の切断・再結合を介することなく相互に変換可能である。すなわち、負の超らせんをもつ2重鎖DNAはほどけやすいということができる。逆に、正の超らせんをもつ2重鎖DNAはほどけにくい。この概念は、超らせんの生理学的機能を考えるときに極めて重要である。また、同じリンキング数をもつ超らせんは、plectonemic 型（interwound 型；図3C）の他に、toroidal 型（solenoidal 型；図3D）と呼ばれる、よりコンパクトな形態をとることが可能である。負の超らせんは左巻きの toroidal 型形態を、正の超らせんは右巻きの toroidal 型形態をとる（図4）。

### 超らせん密度
同じΔLkであっても超らせんの程度はDNAの長さによって異なる。そのため、長さの異なるDNA分子の超らせんの程度を比較する場合には、超らせん密度（superhelical density [σ]）が用いられる。
σ = ΔLk/Lk0

## ゲノムの組織化におけるDNA超らせんの役割
DNA超らせんは細胞内においてゲノムDNAの組織化と機能に深く関わっている。

### 真正細菌
多くの真正細菌のゲノムDNAは環状であり、負の超らせん構造をとるが、その約半分はフリーの plectonemic 型として存在する。これは DNA gyrase と呼ばれる II 型トポイソメラーゼが積極的に負の超らせんを導入しているためである。ゲノムDNAの超らせん密度は、負の超らせんを導入する DNA gyrase とそれを解消する topoisomerase I とのバランスによって制御されている。これらの細胞では、ゲノム全体に負の超らせんを蓄えることによって、核様体構造をコンパクトにするとともに、速やかな２重鎖DNAの開裂を可能にして複製や転写などの機能を支えている。

### 真核細胞

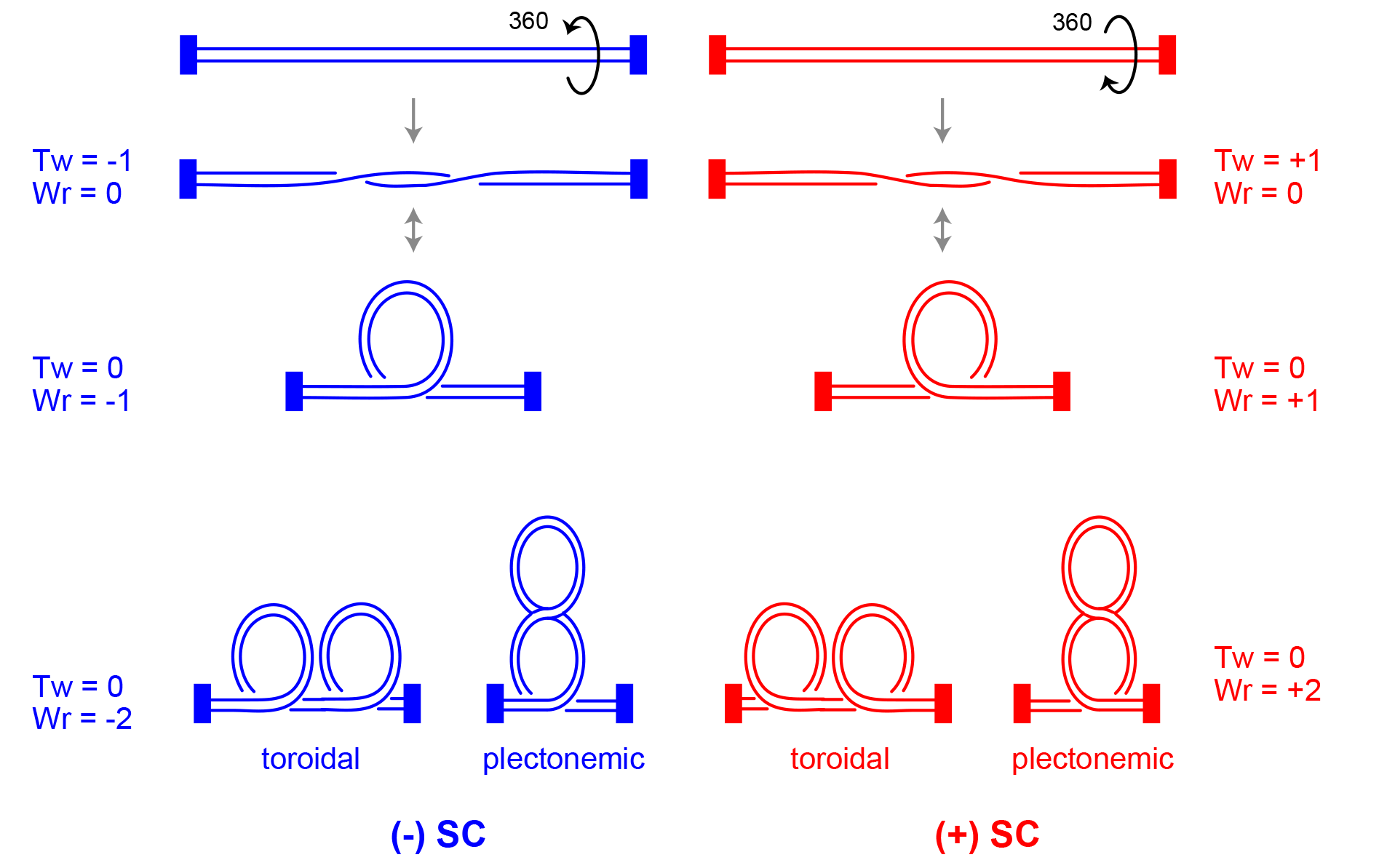
図5 末端が固定された線状DNA分子がつくる超らせん構造。左が負の超らせんと正の超らせん のらせん。この絵では、DNA分子の二重らせん構造は省略してある。

一方、真核細胞は DNA gyrase に相当する酵素を持っていない。真核細胞のゲノムDNAは線状であるが、全体として負の超らせん構造をもち、それは左巻き toroidal 型としてヌクレオソーム構造の中に収納されていると考えるのが適切である（図5）。真核細胞では、ヌクレオソーム構造を局所的に変化させることによって、一時的に負の超らせんを解放して2重鎖DNAを開裂させることが可能となる。このように、ヌクレオソームは、ゲノムを折り畳んでコンパクトにする機能に加え、その情報を適切にコピーしたり読み取ったりするという制御機能を併せもっているということができる。実際に、ゲノム全体において負のスーパーコイリングと転写活性の間に密接な関係があることが報告されている。

### 耐熱性細菌
多くの耐熱性細菌（真正細菌および古細菌）は、reverse gyrase と呼ばれる特殊な IA 型トポイソメラーゼをもっている。reverse gyraseは、試験管内ではATP 依存的に正の超らせんを導入する活性をもつ。しかし、こうした細胞のゲノムが必ずしも生体内で正の超らせん構造を有している訳ではない。reverse gyrase は変性したDNAを速やかに２重鎖に戻す活性（renaturase 活性）により、高温環境下でも不必要なDNAの開裂が起こらないように働いているらしい。

### DNA超らせんをゲノムワイドに検出する方法
最近では、細胞内における DNA 超らせんをゲノムワイドに検出する手法が開発され、DNA 超らせん構造の分布とその生体内機能の研究が進展しつつある。例えば、DNA 結合性小分子ソラレン（psoralen）あるいはその誘導体を利用した手法や、overtwisted DNA に結合するタンパク質 GapR を利用した手法がある。

## DNA超らせんを制御するタンパク質群
上の項では、DNA超らせんがゲノムの組織化に深く関わっていることを記した。しかし、逆に細胞内で起こるイベント（例えば、DNA複製や転写）が、DNAの二重らせんにひずみを与え、周辺の領域のDNA超らせんの状態を変化させることも知られている。そのひずみがうまく解消されないと、DNA複製や転写の反応は大きく阻害されてしまう。細胞内DNA超らせんを制御する一群のタンパク質が、トポイソメラーゼと呼ばれる酵素群である。トポイソメラーゼは一時的なDNA鎖の切断・再結合を触媒して、2重鎖DNAのリンキング数を変化させる。反応の機序から、I 型と II 型に分類される（トポイソメラーゼの項参照）。また、II 型トポイソメラーゼは、複製後の娘2重鎖DNA間に生じる絡まり（カテナン [catenanes]）を解消する活性をもつ。この活性は姉妹染色分体の分割と分離に必須である。
一方、染色体凝縮に関与するタンパク質複合体コンデンシンは、ATP 加水分解に依存して2重鎖DNAに正のねじれを導入する活性をもつ。しかしこの活性はDNAの切断・再結合を伴わない（リンキング数を変化させることはない）ので、いわゆるトポイソメラーゼ活性とは異なる。コンデンシンは、この活性を通してヌクレオソーム繊維の折り畳みに関与するとともに、姉妹染色分体の分割と分離を促進している可能性がある。

## 引用文献
1. 1 2  Luijsterburg MS, White MF, van Driel R, Dame RT (2008). “The major architects of chromatin: architectural proteins in bacteria, archaea and eukaryotes”. Crit. Rev. Biochem. Mol. Biol. 43 (6):  393-418. PMID 19037758.
2. 1 2 3  Hirano T (2014). “Condensins and the evolution of torsion-mediated genome organization”. Trends Cell Biol. 24 (12):  727-733. PMID 25092191.
3. ↑  Naughton C, Avlonitis N, Corless S, Prendergast JG, Mati IK, Eijk PP, Cockroft SL, Bradley M, Ylstra B, Gilbert N (2013). “Transcription forms and remodels supercoiling domains unfolding large-scale chromatin structures”. Nat Struct Mol Biol 20 (3):  387-385. PMID 23416946.
4. ↑  Lulchev P, Klostermeier D (2014). “Reverse gyrase--recent advances and current mechanistic understanding of positive DNA supercoiling”. Nucleic Acids Res. 42 (13):  8200-8213. PMID 25013168.
5. ↑  Valenti A, Perugino G, Rossi M, Ciaramella M (2011). “Positive supercoiling in thermophiles and mesophiles: of the good and evil”. Biochem. Soc. Trans. 39 (1):  58-63. PMID 21265747.
6. ↑  Li, Shuai; Vemuri, Charan; Chen, Chongyi (2024). “DNA topology: A central dynamic coordinator in chromatin regulation”. Curr Opin Struct Biol 84:  102868. doi:10.1016/j.sbi.2024.102868. PMC PMC11283972. PMID 38878530.
7. ↑  Gilbert N, Marenduzzo D (2025). “Topological epigenetics: The biophysics of DNA supercoiling and its relation to transcription and genome instability”. Curr Opin Cell Biol 92:  102448. doi:10.1016/j.ceb.2024.102448. PMID 39672089.
8. ↑  Naughton C, Avlonitis N, Corless S, Prendergast JG, Mati IK, Eijk PP, Cockroft SL, Bradley M, Ylstra B, Gilbert N (2013). “Transcription forms and remodels supercoiling domains unfolding large-scale chromatin structures”. Nat Struct Mol Biol 20 (3):  387–395. doi:10.1038/nsmb.2509. PMID 23416946.
9. ↑  Yao, Qian; Zhu, Linying; Shi, Zhen; Banerjee, Subhadra; Chen, Chongyi (2024). “Topoisomerase-modulated genome-wide DNA supercoiling domains colocalize with nuclear compartments and regulate human gene expression”. Nat Struct Mol Biol 31 (6):  593–605. doi:10.1038/s41594-024-01377-5. PMID 39152238.
10. ↑  Guo, Monica S; Haakonsen, Diane L; Zeng, Wenjie; Schumacher, Maria A; Laub, Michael T (2018). “A Bacterial Chromosome Structuring Protein Binds Overtwisted DNA to Stimulate Type II Topoisomerases and Enable DNA Replication”. Cell 175 (3):  583–597.e23. doi:10.1016/j.cell.2018.08.029. PMC PMC6173638. PMID 30220456.
11. ↑  Guo, Monica S; Kawamura, Ryota; Littlehale, Matthew L; Marko, John F; Laub, Michael T (2021). “High-resolution, genome-wide mapping of positive supercoiling in chromosomes”. eLife 10:  e67236. doi:10.7554/eLife.67236. PMC PMC8329860. PMID 34279217.
12. ↑  Fu, Ziqi; Guo, Monica S; Zhou, Weiqiang; Xiao, Jie (2023). “Differential roles of positive and negative supercoiling in organizing the E. coli genome”. Nucleic Acids Research 51 (22):  11694–11706. doi:10.1093/nar/gkad1139. PMC PMC10810199. PMID 38050973.
13. ↑  Longo, Gabriel M C; Sayols, Sergi; Stefanova, Maria E; Xie, Ting; Elsayed, Waheba; Panagi, Anastasia; Stavridou, Amalia I; Petrosino, Giuseppe et al. (2024). “Type II topoisomerases shape multi-scale 3D chromatin folding in regions of positive supercoils”. Mol Cell 84 (24):  4983–5002.e9. doi:10.1016/j.molcel.2024.10.007. PMID 39486417.
14. ↑  Liu LF, Wang JC (1987). “Supercoiling of the DNA template during transcription”. Proc. Natl. Acad. Sci. USA. 84 (20):  7024-7027. PMID 2823250.
15. ↑  Postow L, Crisona NJ, Peter BJ, Hardy CD, Cozzarelli NR (2001). “Topological challenges to DNA replication: conformations at the fork”. Proc. Natl. Acad. Sci. USA. 98 (15):  8219-8226. PMID 11459956.
16. ↑  Kimura K, Hirano T (1997). “ATP-dependent positive supercoiling of DNA by 13S condensin: a biochemical implication for chromosome condensation”. Cell 90 (4):  625-634. PMID 9288743.
17. ↑  Kimura K, Rybenkov VV, Crisona NJ, Hirano T, Cozzarelli NR (1999). “13S condensin actively reconfigures DNA by introducing global positive writhe: implications for chromosome condensation”. Cell 98 (2):  239-248. PMID 10428035.
18. ↑  Baxter J, Sen N, Martínez VL, De Carandini ME, Schvartzman JB, Diffley JF, Aragón L (2011). “Positive supercoiling of mitotic DNA drives decatenation by topoisomerase II in eukaryotes”. Science 331 (6022):  1328-1332. PMID 21393545.

## 参考図書
- 村松正実他 著『分子細胞生物学辞典 第２版』東京化学同人、2008年。
- Watson他 著（中村桂子監訳）『遺伝子の分子生物学 第７版』東京電機大学出版局、2017年。
- Nelson & Cox 著（川嵜敏祐監修）『レーニンジャーの新生化学 第６版』廣川書店、2015年。
- C. R.Calladine et al (2004). Understanding DNA (3rd edition). Elsevier Academic Press
- J. C. Wang (2008). Untangling the double helix. Cold Spring Harbor Laboratory Press